# Walter Schiller
Walter Schiller, en alemán Walther Schiller (26 de mayo de 1879, Dahme - 18 de febrero de 1944, cerro Aconcagua) fue un geólogo e ingeniero alemán radicado en Argentina, donde desarrolló una extensa carrera como investigador en el campo de la mineralogía y la docencia universitaria hasta su muerte.

## Biografía
Nació en Alemania el 26 de mayo de 1879 en la localidad de Dahme, ubicada en el distrito de Teltow-Fläming, en el estado federado de Brandeburgo. Su padre se llamaba Rudolf y era doctor en Química. Walter hizo los estudio primarios en un pueblito cercano en Sajonia, y luego el secundario en Brunswick.

## Formación e investigaciones en Europa
Estudio geología en Jena, Berlín y Friburgo de Brisgovia. En este último lugar se recibió en mayo de 1903 con el título de doctor en Filosofía. 
Entre los años 1901 y 1903 emprendió varios viajes de estudio y de exploraciones geológicas en distintas partes de Alemania, Suiza, Austria y España. En estos viajes también aprendió varios idiomas, lo que permitió su formación políglota. Los siguientes tres años los empleó en el servicio militar, durante los cuales formó parte de batallones de cazadores alpinos. En estos años realizó algunas de las primeras publicaciones académicas. Durante estos primeros años, fue discípulo del geólogo y paleontólogo Gustav Steinmann, y el minerólogo Carl Alfred Osann, profesores de la Universidad de Friburgo de Brisgovia.

## En Argentina
En julio de 1905 se mudó a la Argentina para trabajar en el Museo de La Plata, atraído por su director, el perito Francisco Pascacio Moreno. A los pocos meses llegó también su novia Julie Thieme, con quien luego se casaría y tendrían dos hijas: Hilde e Ilse, y un hijo, Werner.

Schiller constituyó el último de los hombres de ciencia que fueron llamados por Moreno antes de que éste renunciara al Museo en oposición a su nacionalización. En este Museo, Schiller se incorporó el 1 de agosto de 1905 como jefe de la sección de Mineralogía y Geología en reemplazo de Rodolfo Hauthal. A su vez, el 1 de febrero de 1906 fue nombrado profesor titular de Mineralogía en la Facultad de Ciencias Naturales y Museo de laUniversidad Nacional de la Plata. En esta institución trabajó durante más de 30 años, dando clases de Geografía Física, Geología y Mineralogía; formando a gran cantidad de geólogos; además allí llegó a ser el Vicerrector y Consejero Académico. Como homenaje luego de su muerte, un laboratorio lleva una placa en su honor.

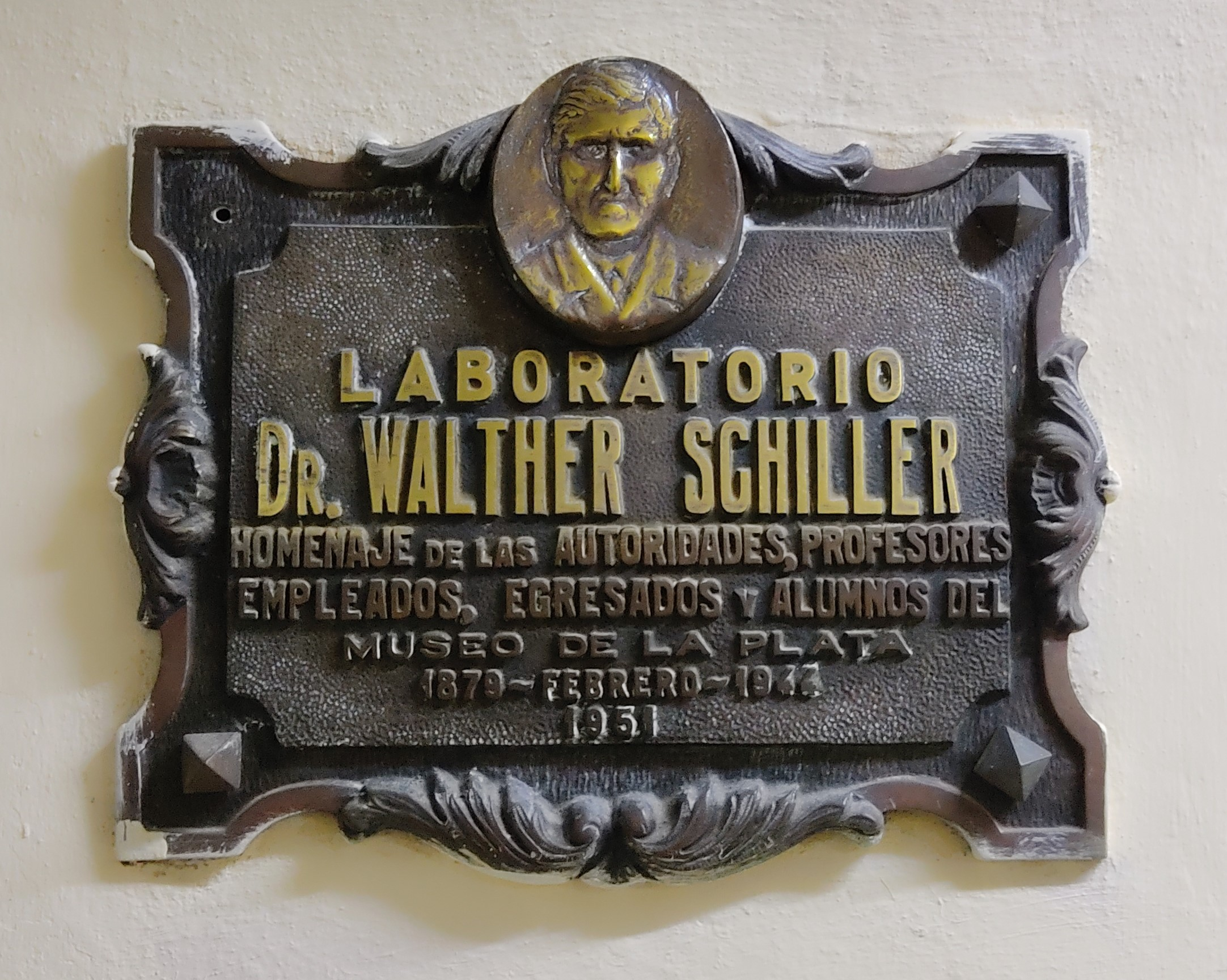
Placa homenaje a Walter Schiller ubicada en el subsuelo del Museo de La Plata.

También se incorporó a la División de Minas, Geología e Hidrogeología (que es el antecesor del Servicio Geológico Minero Argentino). Allí, Schiller estudió los Andes, especialmente la zona del Aconcagua, donde realizó descubrimientos geológicos y tectónicos de importancia para la época. También se dedicó a la investigación de la geología de la isla Martín García, las Sierras Australes Bonaerenses, San Juan, Mendoza, Chubut y la costa patagónica, donde también se dedicó al estudio del petróleo cerca de Comodoro Rivadavia. Lo mismo realizó en Neuquén, Tierra del Fuego, así como en el vecino país de Bolivia. También realizó diversos estudios en Uruguay y Brasil.

## Durante la Primera Guerra Mundial
Ante el estallido de la Primera Guerra Mundial, en 1915 y luego de volver de una campaña en Comodoro Rivadavia, viajó de incógnito a Alemania para incorporarse como voluntario al ejército. Debió usar un pasaporte peruano, pero fue detenido por los británicos, aunque luego fue liberado. En el teatro de guerra europeo formó parte del Cuerpo de Cazadores Alpinos, participando en varios frentes, como Trentino, en Serbia, en Macedonia y en Francia. Llegó a integrar parte del Estado Mayor alemán. En 1916, mientras se encontraba en Serbia y Macedonia, contrajo la malaria, por lo que enviado al servicio topográfico de Berlín. Al terminar la guerra volvió a Argentina.
En 1921 se reincorporó al Museo de La Plata como profesor de Geografía Física y otra vez jefe de la sección de Mineralogía y Geología. Al año siguiente también se incorporó a la Academia Nacional de Ciencias de Córdoba.

## Ascensos al Aconcagua y fallecimiento
En marzo del 1906 intentó escalar el Aconcagua, pero solo llegó hasta los 6.000 m ya que se desató un violento temporal que le impidió continuar. Regresando, se cayó y quedó atrapado entre dos rocas, inmovilizado salvo su cabeza, situación en la que permaneció por espacio de día y medio, hasta que fue rescatado de casualidad por un grupo de baqueanos que lo rescataron y lo llevaron a Puente del Inca, donde debió permanecer 12 días. Posteriormente volvió a intentar el ascenso en al menos cinco oportunidades más, la última de ella en 1944, que le costaría la vida.

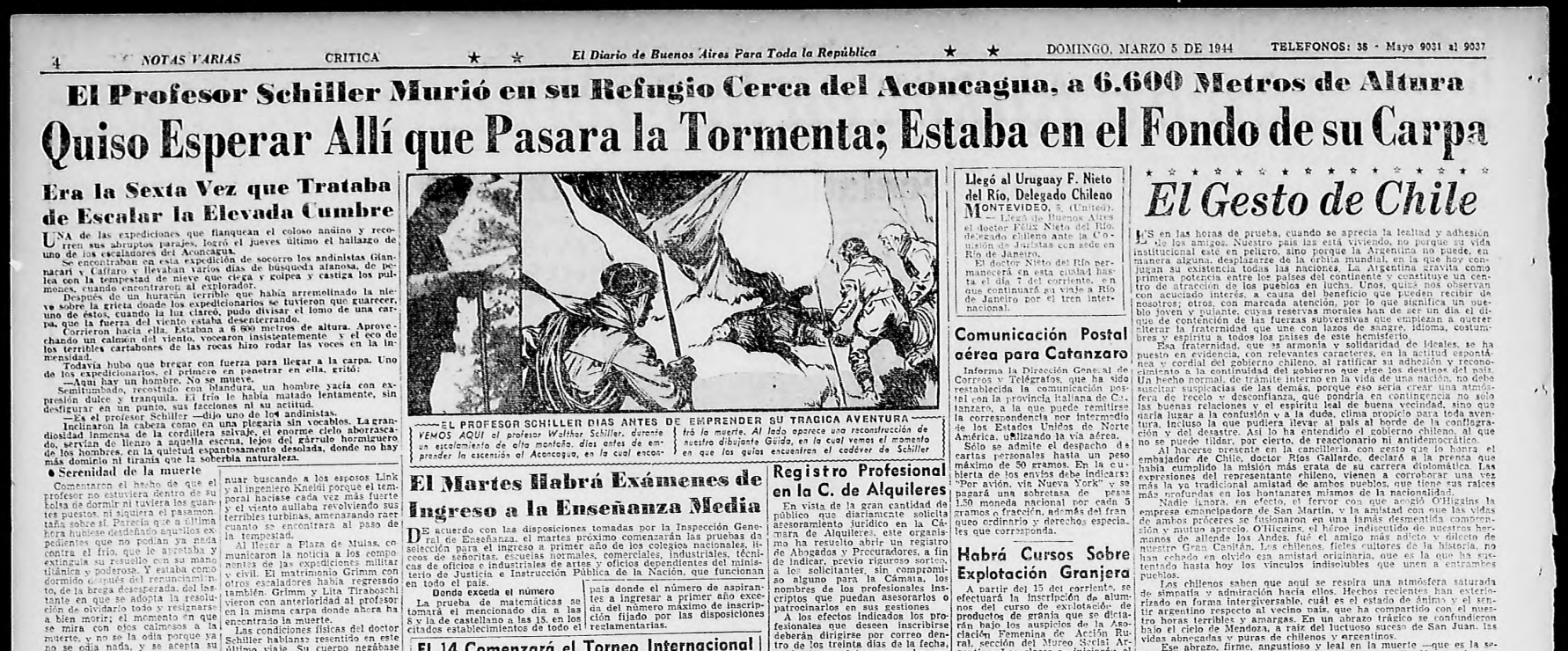
Noticia del fallecimiento de Walter Schiller en el diario Crítica de Buenos Aires (5 de febrero de 1944).

La última expedición se inició el 18 de diciembre de 1943, cuando un grupo diverso de 10 andinistas al mando de Juan Jorge Link partió de Buenos Aires para establecerse el Puente del Inca antes de iniciar el ascenso. Luego de realizar la aclimatación y escalar otros cerros cercanos como práctica, partieron hacia el Aconcagua el 24 de enero de 1944. A los tres días instalar el campamento base en la Plaza de Mulas Superior. Los siguientes días se dedicaron a continuar con a la aclimatación mediante caminatas y ascensos menores. Luego realizaron varios intentos por hacer cumbre, pero una fuerte tormenta que se extendió por varios días hizo que tres de ellos murieran: Adriana Bance, Albert Kneild y Juan Jorge Link, junto con Walter Schiller, quien falleció el 18 de febrero. Su cuerpo fue encontrado el 2 de marzo por el sargento Miguel Caffaro y el andinista Pablo Giannaccari en un campamento a 6200 m. Su cuerpo logró ser bajado, luego de varios días dadas las dificultades producto de la cantidad de nieve acumulada. En esta operación participó su hijo Werner. De esta expedición, fue el único cuerpo que pudo ser recuperado ese año.
Su cuerpo descansa en el Cementerio de los Andinistas, ubicado a 1 km del Puente del Inca.

## Homenajes
El día 22 de diciembre de 1979 se le puso su nombre a la sala de Mineralogía, Petrografía y Yacimientos Minerales del Museo de La Plata, como forma de reconocimiento por su trayectoria.